# L'affare Saint-Fiacre
L'Affare Saint-Fiacre (titolo originale francese L'Affaire Saint-Fiacre) - pubblicato in Italia anche coi titoli Maigret e il caso Saint-Fiacre e Il caso Saint-Fiacre - è un romanzo poliziesco di Georges Simenon con protagonista il commissario Maigret, il tredicesimo romanzo col celebre personaggio. Simenon lo scrisse nella Villa Les Roches Grises di Antibes, in Francia, nel gennaio del 1932. Pubblicato dapprima come feuilletton a puntate sul quotidiano L'Union républicaine de l'Aisne, il libro uscì nel febbraio '32 per l'editore Fayard.
Nella finzione ideata da Simenon, Maigret è nato a "Saint-Fiacre", dove ha vissuto la sua giovinezza. Nei romanzi, "Saint-Fiacre" è un paesino del dipartimento dell'Allier, a pochi chilometri da Moulins. In Francia ci sono due cittadine denominate "Saint-Fiacre" ma nessuna si trova nel dipartimento dell'Allier. Ma sempre vicino a Moulins, a Paray-le-Frésil, a cui si è ispirato Simenon, il marchese Raymond d'Estutt de Tracy aveva una residenza, dove l'autore lavorò all'età di vent'anni come segretario personale del nobile. Il luogo fornì anche il modello per il personaggio del padre di Maigret, ispirato all'amministratore del castello, tale Tardivon, col quale Simenon intratteneva relazioni amichevoli.

## Trama
Il commissario lascia Parigi per Saint-Fiacre, suo paese natale, dopo aver letto una nota dalla città di Moulins inviata alla polizia di Parigi: avvertiva che qualcuno aveva intenzione di commettere un crimine nella chiesa del paese, durante la prima messa del giorno di Ognissanti.
Durante la funzione infatti, l'anziana contessa di Saint-Fiacre muore, vittima di un attacco di cuore. L'indagine porta il commissario a scoprire le molte persone che vivevano come parassiti, attaccati al patrimonio della vittima. L'inchiesta si conclude con una cena dove Maigret è invitato assieme a tutte le persone coinvolte nell'indagine, compresi il prete e il medico condotto di Saint-Fiacre.

## Adattamenti

### Film
- Maigret e il caso Saint-Fiacre, film del 1958 diretto da Jean Delannoy, con Jean Gabin nel ruolo del commissario Maigret.

### Televisione
- Episodio dal titolo The Countess, facente parte della serie televisiva Maigret, trasmesso per la prima volta sulla BBC l'8 ottobre 1962, con Rupert Davies nel ruolo del commissario Maigret.
- Episodio dal titolo L'affaire Saint-Fiacre, facente parte della serie televisiva Les enquêtes du commissaire Maigret per la regia di Jean-Paul Sassy, trasmesso per la prima volta su Antenne 2 il 22 marzo 1980, con Jean Richard nel ruolo del commissario Maigret.
- Episodio dal titolo Maigret on Home Ground, facente parte della serie televisiva britannica Maigret, trasmesso per la prima volta il 9 marzo 1992, con Michael Gambon nel ruolo del commissario Maigret.
- Episodio dal titolo Maigret et l'affaire Saint-Fiacre, facente parte della serie televisiva Il commissario Maigret per la regia di Denys de la Patellière, trasmesso per la prima volta il 20 ottobre 1995, con Bruno Cremer nel ruolo del commissario Maigret. In Italia l'episodio è stato trasmesso sempre nel 1995 con il titolo Maigret e l'affare Saint-Fiacre.

## Edizioni italiane
- L'affare Saint-Fiacre. Romanzo poliziesco, Collana I libri neri. I romanzi polizieschi di G. Simenon n.11, Milano, Arnoldo Mondadori Editore, 1933.[3] - Collana Gialli economici n.24, Mondadori, 1934.
- Maigret e il caso Saint-Fiacre, traduzione di Guido Cantini, Collana Il girasole. Biblioteca Economica n.124, Milano, Arnoldo Mondadori Editore, 1959. - Collana Il girasole. BE n.198, Mondadori, 1961; Collana Le inchieste del commissario Maigret n.10, Mondadori, 1966; Collana Oscar n.613, Mondadori, 1975.[4]
- Maigret e il caso Saint-Fiacre, traduzione di Rosalba Buccianti, Collana Oscar gialli n.202, Milano, Arnoldo Mondadori Editore, 1989-1994. - Collana Oscar Classici moderni n.23, Mondadori, 1990.
- Il caso Saint-Fiacre, traduzione di Giorgio Pinotti, Collana gli Adelphi - Le inchieste di Maigret n.101, Milano, Adelphi, 1996,  pp. 148, ISBN 978-88-459-1239-9.
- in  Romanzi, volume I, traduzione di Giorgio Pinotti, Collezione La Nave Argo n.8, Milano, Adelphi, 2004, ISBN 978-88-459-1925-1.